# Campiña de Jaén

Ubicazione della Campiña de Jaén

La Campiña de Jaén è una comarca della provincia di Jaén in Andalusia (Spagna). Il suo capoluogo è Andújar. Essa contava nel 2007, secondo l'Istituto Nazionale di Statistica di Spagna una popolazione di 67.904 abitanti distribuiti su una superficie di 1.741,76 km².

## Geografía
La comarca si trova a nord-ovest della provincia di appartenenza e confina a nord con la provincia di Ciudad Real, ad ovest con la provincia di Cordova, ad est con la comarca della Sierra Morena e a sud con la Comarca Metropolitana di Jaén.
Al momento la Campiña de Jaén e la Comarca Metropolitana di Jaén sono trattate amministrativamente come un'unica comarca che prende il nome di Campiña Norte de Jaén.

### Comuni
Dal 27 marzo del 2003, la comarca è costituita dai comuni di:
| - Andújar - Arjona - Arjonilla - Cazalilla - Escañuela |  | - Espelúy - Lahiguera - Lopera - Marmolejo - Villanueva de la Reina |

Originariamente la comarca contava 17 comuni, ma dalla data su indicata sette di questi sono stati scorporati per costituire la Comarca Metropolitana di Jaén.